# Yoram Zague
Yoram Zague (født 15. maj 2006) er en fransk professionel fodboldspiller, der spiller som højre back for den danske Superligaklub F.C. København, på lån fra den franske Ligue 1-klub Paris Saint-Germain .

## Klubkarriere
Zague begyndte som ungdomsspiller hos AJN Bagnolet og Paris FC, kom til Paris Saint-Germain (PSG) i 2019, hvor han blev tilknyttet klubbens akademi. Den 4. august 2023 blev det offentliggjort, at han havde indgået professionelle kontrakt med PSG gældende fra 1. juli 2024 til den 30. juni 2027. I sæsonen 2023-24 blev han anfører for PSG's U19-hold. Den 6. april 2024 fik Zague debut i Ligue 1 for PSG i en 1-1 kamp mod Clermont, hvor han spillede alle 90 minutter.  På sin 18-års fødselsdag den 15. maj scorede han sit første mål for PSG i en 2-1 sejr over Nice.
Den 7. februar 2025 forlængede Zague kontraken med PSG indtil 2028. Den 24. juni 2025 blev han udlejet til F.C. København indtil juni 2026 med en option på at gøre aftalen permanent.

## Landsholdskarriere
Den 31. oktober 2023 blev Zague udtaget til Frankrigs U17-landshold til FIFA U17-VM i 2023 i Indonesien. Holdet kvalificerede sig til finalen for anden gang i historien og blev til sidst besejret af Tyskland i straffesparkskonkurrence.

## Privatliv
Zague er født i Paris, Frankrig, og er af ivoriansk afstamning.